# General al Armatei Ucrainei

General al Armatei Ucrainei, epolet ceremonial (versiunea 2016)

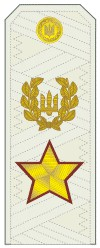
General al Armatei Ucrainei, epolet ceremonial (versiunea 2009)

General al Armatei Ucrainei (în ucraineană генерал армії України) a fost cel mai înalt grad militar al Ucrainei în perioada 1992-2020. Gradul de general al armatei Ucrainei corespunde gradului special de general al serviciului intern al Ucrainei (ucraineană генерал внутрішньої служби України) și general al serviciului de protecție civilă (ucraineană генерал служби цивільного захисту).
La 4 iunie 2020 a fost adoptată o lege privind reorganizarea gradelor militare din Ucraina, care va intra în vigoare la 1 octombrie 2020. Gradul de general de armată al Ucrainei a fost eliminat (în timp ce persoanele care au primit gradul de general de armată al Ucrainei înainte de adoptarea legii își păstrează acest grad pe baza temeiurilor anterioare). Începând cu 1 octombrie 2020, în sistemul ucrainean de grade militare, gradul de general este cel mai înalt; în marină, acesta corespunde gradului de amiral  .
În următoarele liste de generali, după data conferirii gradului, apare numărul decretului corespunzător al președintelui Ucrainei.

## Lista generalilor armatei ucrainene
Titlul este stabilit prin Legea Ucrainei din 25 martie 1992 nr. 2232-XII "Cu privire la serviciul militar general și serviciul militar".
1. 30 noiembrie 1993, nr. 567/93 - Vitaly G. Radetsky, ministrul apărării din Ucraina (1993-1994)
2. 25 ianuarie 1994, nr. 27/94 - Valery Gubenko, președinte al Comitetului de stat pentru protecția frontierei de stat din Ucraina - comandant al trupelor de frontieră din Ucraina (1991-1995)
3. 23 martie 1994, nr. 111/94 - Yevhen Kirillovich Marchuk, șeful Serviciului de securitate al Ucrainei (1991-1994), ministru al apărării din Ucraina (2003-2004)
4. 23 august 1998, nr. 922/98 - Oleksandr Kuzmuk, ministrul apărării din Ucraina (1996-2001, 2004-2005)
5. 23 august 2000 - Leonid Derkach, șeful Serviciului de securitate din Ucraina (1998-2001)
6. 2001 [2] - Vladimir Ivanovici Radchenko, șeful Serviciului de securitate din Ucraina (1995-1998, 2001-2003)
7. 23 august 2001, nr. 735/2001 - Volodymyr Shkidchenko, șeful Statului Major General al Forțelor Armate din Ucraina - Prim-ministru adjunct al apărării Ucrainei (1998-2001), ministru al apărării Ucrainei (2001-2003)
8. 30 noiembrie 2006, nr. 1010/2006 - Igor Drizhchany, șeful Serviciului de securitate din Ucraina (2005-2006)
9. 21 august 2007, nr. 725/2007 - Serghei Kirichenko, șef al Statului Major General - comandant-șef al forțelor armate din Ucraina (2005-2009)
10. 20 august 2008, nr. 730/2008 - Mykola Lytvyn, șeful Serviciului de Stat al Poliției de Frontieră din Ucraina (2003-2014)
11. 20 august 2008, nr. 734/2008 - Oleksandr Kikhtenko, șeful direcției principale - comandantul trupelor interne ale Ministerului Afacerilor Interne din Ucraina (2005—2010)
12. 28 noiembrie 2008, nr. 1115/2008 - Mykola Grigorievich Malomuzh, șeful Serviciului de informații externe din Ucraina (2005—2010)
13. 15 februarie 2010, nr. 175/2010 - Svida Ivan Yurievich, șef al Statului Major General - comandant-șef al forțelor armate din Ucraina (2009-2010)
14. 12 august 2011, nr. 815/2011 - Valery Khoroshkovsky, șeful Serviciului de securitate din Ucraina (2010-2012)
15. 14 octombrie 2015, nr. 581/2015 - Viktor Muzhenko, șef al Statului Major General - comandant-șef al forțelor armate din Ucraina (2014—2019)
16. 14 octombrie 2015, nr. 581/2015 - Stepan Poltorak, ministrul apărării din Ucraina (2014—2019)
17. 25 martie 2016, nr. 111/2016 - Vasily Gritsak, șeful Serviciului de securitate din Ucraina (2015-2019)
18. 25 iulie 2017, nr. 191/2017 - Nazarenko, Viktor Alexandrovich, șeful Serviciului de Stat al Grănicerilor din Ucraina (2014-2017)
19. 2 mai 2019, nr. 178/2019 - Tsigikal, Petr Aleksandrovich, șeful Serviciului de frontieră de stat din Ucraina (2017—2019)

## Lista generalilor serviciului intern al Ucrainei
Titlul a fost stabilit prin rezoluția Verkhovna Rada din Ucraina din 22 aprilie 1993 nr. 3135-XII „Despre titluri speciale, uniforme și însemne în organele de afaceri interne din Ucraina”.
1. 19 august 1993, nr. 317/93 - Andrey Vasilishin, ministrul afacerilor interne din Ucraina (1990-1994)
2. 21 august 1997, nr. 861/97 - Vasily Vasilyevich Durdynets, președinte al Comitetului de coordonare pentru combaterea corupției și a criminalității organizate sub președintele Ucrainei - Director al Biroului Național de Investigații din Ucraina (1997-1999), ministru al Ucrainei pentru situațiile de urgență și protecția populației împotriva consecințelor dezastrului de la Cernobâl (1999-2002)
3. 23 august 1998, nr. 923/98 - Kravchenko Yuriy Fedorovich, ministrul afacerilor interne din Ucraina (1995-2001)
4. 20 august 2010, nr. 847/2010 - Gladush Ivan Dmitrievich, ministrul afacerilor interne al RSS ucrainene (1982-1990), director general al Muzeului Național „Cernobîl”
5. 16 decembrie 2011, nr. 1162/2011 - Vitaliy Zakharchenko, ministrul afacerilor interne din Ucraina (2011—2014)

## Lista generalilor serviciului de protecție civilă din Ucraina
Legea Ucrainei din 24 iunie 2004 nr. 1859-IV „Cu privire la baza juridică a protecției civile” a stabilit titlul de general al Serviciului de protecție civilă din Ucraina.
În conformitate cu Codul de protecție civilă al Ucrainei din 2 octombrie 2012 nr. 5403-VI (intrat în vigoare în 2013 . ) titlu de grad - general al serviciului de protecție civilă.
Până acum nu a fost atribuit.